# Alheira (Barcelos)
Alheira is een plaats (freguesia) in de Portugese gemeente Barcelos en telt 1108 inwoners (2001).